# 黒柳徹子
黒柳 徹子（くろやなぎ てつこ、1933年〈昭和8年〉8月9日 - ）は、日本の女優、タレント、テレビ司会者、エッセイスト。愛称は、トットちゃん、チャック。
吉田名保美事務所所属。日本史上最初のテレビ出演者のひとりで、ニュースショーのキャスターや、トーク番組の司会を女性では初めて務めた。日本芸術院会員。1984年から現在までユニセフ親善大使。

## 概要
日本でテレビの放送を開始した初日からテレビ出演を続ける（1953年2月1日）、日本史上最初のテレビ女優である。テレビ草創期から活躍を続けるタレントの一人として知られ、日本史上最初のテレビ女優としては唯一、21世紀に至るまでテレビ番組のレギュラーを継続して持ち続けており、日本のテレビ放送史を代表する芸能人の1人であると言える。冠番組の『徹子の部屋』では、同一司会者によるトーク番組の最多放送世界記録保持者としてギネス世界記録に認定され、現在も記録更新中である。幅広い層が観るバラエティ番組に数多く出演しており、大御所同士だけでなく若手芸人とのトークも好評であるため、21世紀においても国民的人気を維持している。
『徹子の部屋』や『NHK紅白歌合戦』などの司会業、累計800万部を記録し 、戦後最大のベストセラーとなっている『窓ぎわのトットちゃん』の著者。
テレビ番組だけでなく、舞台に出演したり、コンサートなどのイベントで司会を務めることも多い。新しい物好きで、2010年代以降ではスマートフォンとフィーチャーフォン（ガラケー）の2台を持ち、デコレーションを施した上で、SNSも活用し、特に福山雅治に勧められて始めたInstagramでは美的センスを活かして芸術作品のような映える画像を公開しており、10代から20代の若年女性にも好評である。黒柳も従来のテレビではありえなかった視聴者との直接の対話を新鮮に感じており、コメントもすべて読んでいる。

## 略歴

### 生い立ち
音楽家で新交響楽団（NHK交響楽団の前身）のコンサートマスターも務めたヴァイオリニストの黒柳守綱（旧姓：田口）と、エッセイストの黒柳朝（旧姓：門山）の子として誕生。
母が徹子を妊娠していた時、両親は男児が生まれるものと思い込んでおり、「徹」という名前を考えていたが、実際に生まれたのは女児だったため、やむを得ず「子」をつけて「徹子」にしたというエピソードがある。「黒柳」とサインを書くときには、柳の異体字である「栁」（木偏に夘）を使用する。
伯父には松竹蒲田撮影所の初代所長の田口桜村や、日本ニュース社のニューヨーク支社長やアメリカ・メトロニュースの極東代表を務めた田口修治がいる。

### 幼少期
出生地は東京府東京市赤坂区乃木坂（現・東京都港区赤坂）だったが、父の音楽の練習場が洗足池近くに移ったため、旧東急目蒲線洗足駅に近い大森区北千束町で育った。徹子には弟と妹がいる。なお弟の黒柳明兒は幼くして亡くなったが、弟の黒柳紀明は無事成人しヴァイオリニストに、妹の黒柳眞理はバレリーナから美容師に転身しエッセイストとなった。
幼少期は「問題児」とされたため、尋常小学校を1年生の時に退学させられ、トモヱ学園1年生に転校する。太平洋戦争末期の1945年3月の東京大空襲をきっかけに、以前に北海道の母の実家から帰る汽車で青森の農家と隣り合わせた縁で青森県三戸郡の諏訪ノ平に疎開する。
1945年8月の終戦後に東京に戻り、トモヱ学園、香蘭女学校中等科・高等科、東洋音楽専門学校（現在の東京音楽大学）声楽科卒業。

### NHK放送劇団へ

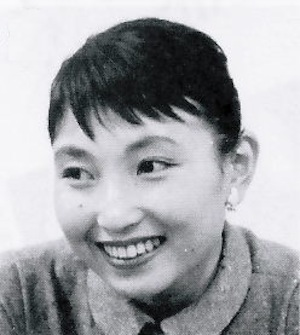
1956年

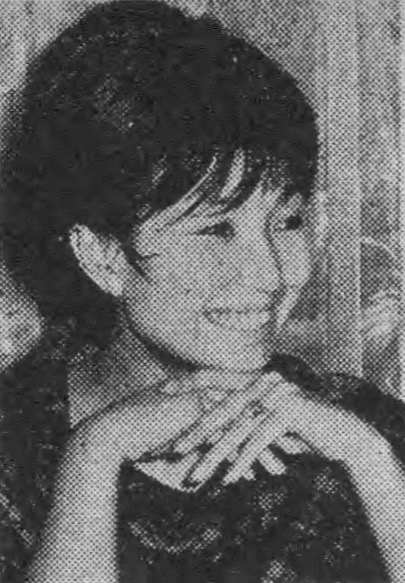
1963年

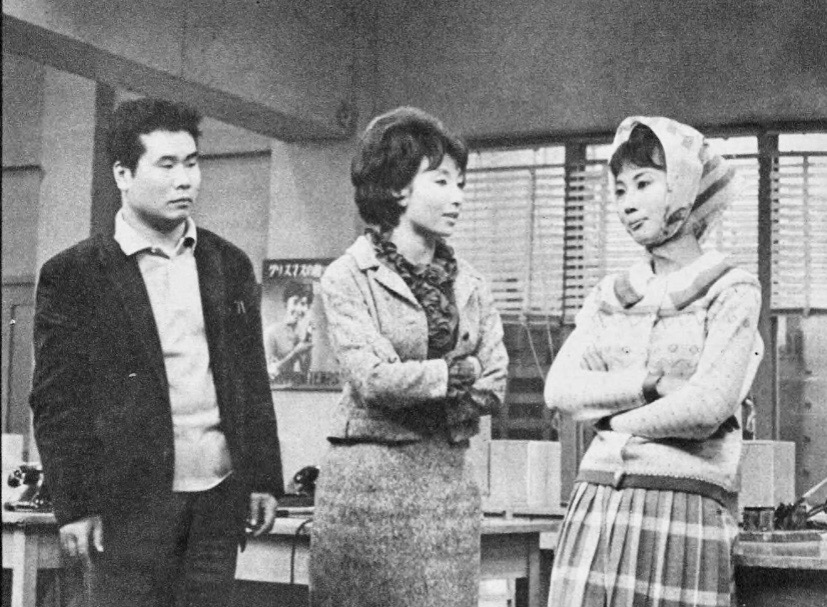
1963年。左から渥美清、黒柳徹子、横山通乃。

音楽学校卒業後オペラ歌手にはなれないと分かり、「自分の子どもに人形劇や絵本の読み聞かせを上手にできるお母さんになろう」と思い立って、「ひょっとしたら絵本の読み方も教えてくれるかもしれない」と新聞で見かけたNHK放送劇団の俳優募集の広告に応募した。
しかし、履歴書を持参すべきなのに郵送してNHKから注意されたり、筆記試験の会場を間違えて遅刻した上で、問題が分からず答案用紙の裏まで長所を書き連ねた上で、消しゴムで答案用紙を汚損するなどのトラブルに見舞われながら、約6,000人の応募者の中から第6次までの審査を経て、わずか13人の劇団員の1人として選ばれた。
放送劇団入社時の面接では、「親に言ったらこんなみっともない仕事を（するのはやめろと言われた）…」、「こういう世界は騙す人が多いから気をつけろという話を聞く」などのマイナスな発言を繰り返したのにもかかわらず、採用に至った。NHK放送劇団では五期生で、同期には友部光子、里見京子、横山道代、幸田弘子らがいる。
女優の志望動機は前述の通り「母親になった時に子供に絵本を読み聞かせられるようになりたかったから」だったが、1952年に翌年のNHKのテレビ放送に備え招かれていたアメリカ合衆国NBCプロデューサーのテッド・アレグレッティーの講演で「アメリカのテレビ局はスポンサーの影響でニュース・教養番組はテレビ放送全体の15%だが、一公共放送が建前のNHKではニュース・教養番組が主になると聞いているので、世界の風俗・習慣・戦争を見る事が出来るので、永久的な平和がテレビによってもたらせる」と聞き、プロとしての女優意識に目覚める。

### 女優デビュー
こうしてテレビ放送の開始を翌月に控えた1953年1月にNHK放送劇団の一員となり、テレビ女優の第一号としてデビューした。当初はラジオやテレビの通行人として出演しつつ、テレビの現場を学ぶ。
1954年、NHKラジオ第1で放送され、自身初の主演となったラジオドラマ『ヤン坊ニン坊トン坊』（1954年 - 1957年）が開始した。同番組は日本のラジオドラマ史上初めて大人の女性が子供の声を演じた番組である。「大人でも子どもの声を出せるはずだ」との劇作家・飯沢匡の発案により、NHK始まって以来のオーディションを経て、三男・トン坊役を演じて一躍有名になる。
以降も人形劇『チロリン村とくるみの木』（1956年 - 1964年）、『ブーフーウー』（1960年 - 1967年）などに出演し、さまざまなキャラクターの声を演じる。子ども番組に加えてテレビドラマ『若い季節』（1961年 - 1964年）、『夢であいましょう』（1961年 - 1966年）などの人気番組にも出演し、週6、7本のレギュラー番組を抱えるなど多忙を極めるようになる。
20代後半にはテレビとラジオのレギュラーが週に10本を数え、平均睡眠時間3時間という日が続いて、過労からすべてのレギュラー番組を降板し1か月の入院を余儀なくされる。NHK専属女優時代の初めの頃、「ディレクターは私をずっと降ろしたがっていた」と述べている。
1958年の『第9回NHK紅白歌合戦』では、自身初となる『NHK紅白歌合戦』の紅組司会を務めた。それから22年の月日が経った1980年の『第31回NHK紅白歌合戦』で紅組司会に復帰し、1983年の『第34回NHK紅白歌合戦』まで4年連続、通算5回紅組司会を務めた。4年連続、通算5回の紅組司会という記録は、いずれも佐良直美に並び史上最多である。その32年後である2015年の『第66回NHK紅白歌合戦』では、総合司会として再度紅白の司会に復帰した。通算6度はNHKアナウンサー以外の女性の最多記録となっている。
1961年、第1回（昭和36年度）日本放送作家協会賞・女性演技者賞を受賞した。

### 文学座に入団し、NHKを退社
舞台出身の俳優との間に演技力の差を感じていたことから、慕っていた杉村春子に文学座への入団を相談し、1961年に開設された文学座附属演劇研究所に3期生 として入所。NHKを退社し演技を学ぶ。江守徹、高橋悦史らが同期。
文学座の分裂後、1970年に出演した東宝のミュージカル『スカーレット』（帝国劇場）でブロードウェイのスタッフとともに仕事をして親しくなり、作曲家のハロルド・ロームの夫人・フローレンスから「面倒見てあげるから、ぜひニューヨークにいらっしゃい!」と招きを受けて、もっと勉強したいとニューヨークへの留学を決意する。

### ニューヨーク留学
1971年9月から1年間ニューヨークへ留学し、セントラル・パーク西隣のワンルームに生活する。ローム夫妻がニューヨークでの身元引受人となり、フローレンス夫人を「ニューヨークのお母さん」と呼んだ。
『スカーレット』演出家のジョー・レイトンの夫人で元女優のイブリン・ラッセルの紹介により、スタニスラフスキー・システムに基づいてプロの俳優に指導する「メアリーターサイ演劇学校」にて演技を学び、開校以来初の東洋人の生徒となる。また、同じ建物の中にある「ルイジ・ダンススクール」でモダン・ダンスを学ぶ。
アフターファイブには振り袖を着てカクテルやディナーなど社交の場に足を運び、「着物と洋服、どちらにも似合う髪型を開発したい」との思いから、ニューヨークで知り合って友人となったアメリカで活躍中のヘアメイクアーティストの須賀勇介のアイディアを交えつつ、後にトレードマークとなる「タマネギヘア」を考案する。

### 「徹子の部屋」の放送開始
「あなたのように1人でぷらぷらしている人の目で世の中を見て、そのままの感性で好きに話してほしい」とのオファーを受けて日本初の女性司会者によるワイドショーで『徹子の部屋』の前身番組となる『13時ショー』（NETテレビ）の司会就任が決まり、放送開始前月の1972年9月に帰国する。
1976年のテレビ朝日の『徹子の部屋』の放送開始を機に、「役を演じながら司会もやると混乱を招く」「悪女役をしていたら、悪い人が話を聞いているみたいに思われる」との考えから、本人役などで出演した一部作品を除いてテレビでの女優活動を控えるようになる。
一方で、舞台女優として1989年より「海外コメディ・シリーズ」の上演を開始。劇作家・演出家の飯沢匡の発案により黒柳の主演で毎年秋に海外の喜劇を紹介する企画で、1994年に飯沢が死去した後は主に高橋昌也が演出を手掛けて、2016年秋で30回目を数えた。1997年には『幸せの背くらべ』および『マスタークラス』での演技により第38回毎日芸術賞ならびに第4回読売演劇大賞の大賞・最優秀女優賞を受賞。
2013年には「永年の翻訳劇に対する情熱と功績に対して」の受賞理由により第38回菊田一夫演劇賞特別賞を受賞している。2017年秋の『想い出のカルテット〜もう一度唄わせて〜』では、同年8月末の右大腿骨骨折と手術を経て、設定を変更して車椅子で舞台を務めた。ライフワークとして30年間で32作品を上演し、2018年秋に上演の『ライオンのあとで』で幕を下ろした。継続を希望するファンの声を受けて、2019年10月には朗読劇『ラヴ・レターズ』の舞台に上る。

### マルチタレントとして
1976年にはテレビ朝日で自身の冠番組『徹子の部屋』が開始。長寿番組となっている。2011年4月27日放送分（35周年記念SP第2弾『出張！徹子の部屋』）を以って放送8961回を迎え、「同一の司会者による番組の最多放送回数記録」としてギネス世界記録に認定された。2015年5月27日には放送回数が通算10000回となり、上記の「同一の司会者による番組の最多放送回数記録」を自ら更新し、再びギネス世界記録を受賞した。1995年には「橋田賞」を、1997年には「第23回放送文化基金賞」を受賞している。2006年には黒柳と『徹子の部屋』が第54回菊池寛賞を受賞した。受賞理由は「30年間休むことなく良質な対談番組を送り続けている努力」に対してである。
『徹子の部屋』開始と同じ1976年には、「主婦の選んだテレビパーソナリティーNO.1」に初めて選出され、1989年まで14年連続で選出された。
1978年からは、最高視聴率41.9%を記録する大ヒットになったTBSの音楽番組『ザ・ベストテン』が放送を開始し、黒柳は初回から1989年の最終回まで司会を務めた（なお、初期からコンビを組んでいた久米宏は1985年で降板した）。1978年度の日本女性放送者懇談会賞を受賞する。
1970年代には『音楽の広場』『おしゃべりオーケストラ』などのNHKクラシック音楽番組の司会も大きな比重を占めた。ユーモラスな早口は同種番組としては異色だったが、芥川也寸志、尾高忠明らソフトな語り口の専門家たちとのコンビネーションも好評で、賑々しいが訊き上手でもあるというお茶の間のイメージを定着させている。
1981年、自身の著書『窓ぎわのトットちゃん』が出版された。単行本・文庫本を合わせて累計800万部を発行し、世界35カ国で翻訳された。記録的なベストセラーとなり、「トットちゃんブーム」が起こった。また、黒柳は同作で、「第5回路傍の石文学賞」やポーランドの文学賞「ヤヌシュ・コルチャック賞」などを受賞している。
1981年から1985年までの5年間と1987年には、高額納税者番付の俳優・タレント部門で、森繁久彌、大橋巨泉、石原裕次郎、三船敏郎、三田佳子ら時代を代表するタレントを抑えて1位となった。1985年には、タレントとしては珍しく政府の税制調査会に参考人として招かれ、その場で「現在の私の収入の90％が税金。1時間の番組の何分か話したらあとは全部税金。原稿用紙400字詰めの2行書いたら、あとの18行は全部税金。勤労意欲を失うことが無きにしもあらず。最高税率を10%下げて欲しい。」と発言した。この発言が影響を及ぼしたかは不明だが、2年後には最高税率が60%まで下げられている。
1983年には、「新鮮な発想と円熟した話術で視聴者の共感を呼び、新しい健全な娯楽番組の定着・充実に寄与した」として、第35回NHK放送文化賞を受賞した。
1984年より、国際連合傘下のユニセフ（国際連合児童基金）親善大使を務めており、現在でも精力的に活動している（詳細は後述）。
1986年にはTBSのクイズ番組『世界・ふしぎ発見!』が放送を開始し、こちらも長寿番組になっており、黒柳は初回からレギュラー解答者として、毎回出演している。また、初回から毎回出演している人物は黒柳の他には総合司会の草野仁のみである。
1991年には「第7回東京都文化賞」および「外務大臣賞」を受賞している。

### 2000年代後半以降の活躍

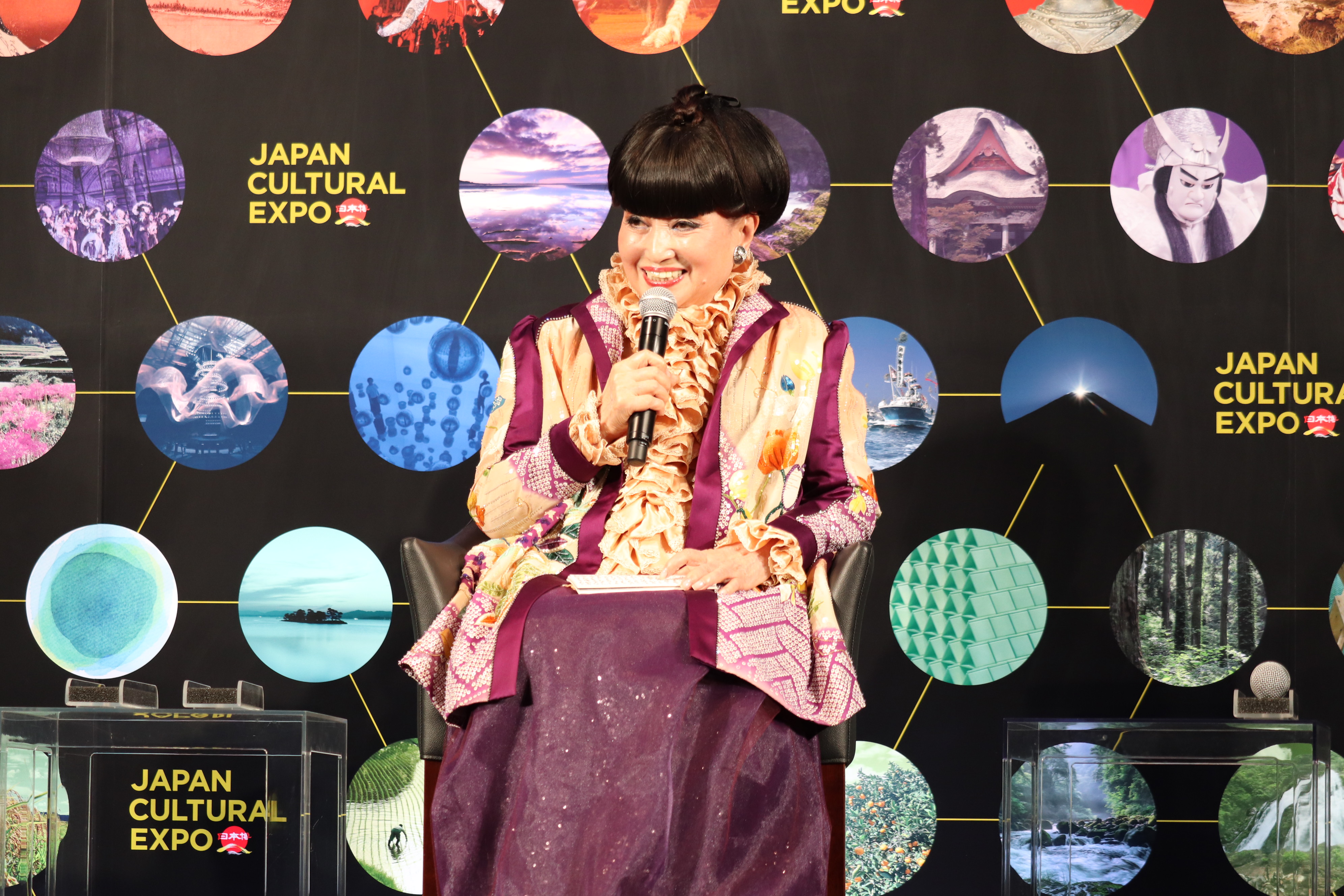
2020年1月15日

2010年に「放送ウーマン賞」の日本女性放送者懇談会40周年特別賞を受賞。同年には、平成27年度文化功労者に選ばれた。2015年5月27日には『徹子の部屋』が放送回数通算10000回を達成した。
2017年にはこれまでの活躍が評価されて名誉都民に選ばれる。2020年には第29回石井十次賞を受賞。以後もテレビ番組『徹子の部屋』と『世界・ふしぎ発見!』にレギュラー出演するほか、声優や女優、司会者、国際連合児童基金の親善大使として幅広く活躍している。また、ほぼ毎年舞台に立ち続けている。
Instagramも積極的に活用しており、近況などを伝えている。2021年7月にはYouTubeに公式チャンネルを開設。

## 社会貢献活動・福祉活動

### ユニセフ親善大使

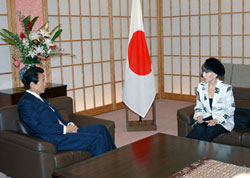
2006年8月25日、外務省にて外務大臣麻生太郎（左）にコートジボワールの情勢を報告

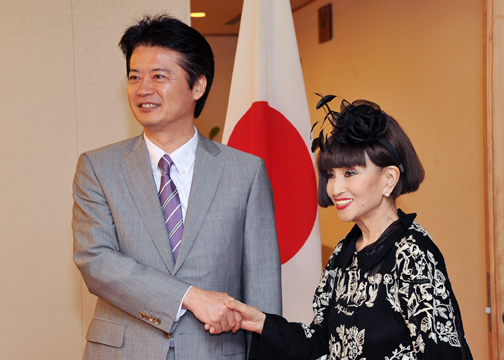
2012年7月5日、外務省にて外務大臣玄葉光一郎（左）を表敬訪問

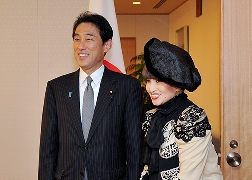
2013年9月12日、外務省にて外務大臣岸田文雄（左）を表敬訪問

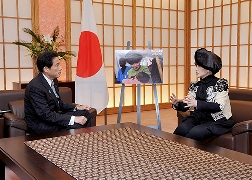
2013年9月12日、外務省にて外務大臣岸田文雄（左）に南スーダンの情勢を報告

芸能活動以外にも、国際連合傘下のUNICEF（ユニセフ、国際連合児童基金）親善大使としての活動が特に知られる。親善大使には1984年アジアの人物として初めて就任し、その後最古参のメンバーになった。当時のユニセフ事務局長ジェームス・グラントは、任命理由として黒柳の子どもへの愛と、障害を持つ人々や環境への黒柳の広範囲な活動と実績を挙げている。以後、アフリカ、アジアなどの途上国を毎年欠かさず訪問し、現在までの訪問国数は30ヶ国に上る。親善大使としての活動に対して、ユニセフからは、1985年に「第1回ユニセフこども生存賞」、2000年に「第1回ユニセフ子どものためのリーダシップ賞」を受賞。また日本政府からは、2003年に勲三等瑞宝章（現：瑞宝中綬章）を授与された。
黒柳がユニセフ親善大使に就任することになったきっかけは、当時ユニセフ事務局長だったジェームス・グラントが『窓ぎわのトットちゃん』を緒方貞子の紹介により読んだことである。
これらの視察の模様は日本国内や視察した国々の中で広く報道され、2002年に黒柳がアフガニスタンとソマリアを訪問した際には、同行した日本のテレビ番組制作チームによって、視察の様子を撮影した90分間のドキュメンタリー番組が2本放送された。また、テレビ朝日『ニュースステーション』でも視察報告を行い、広範囲に亘る黒柳の現地視察は、他の報道番組や『徹子の部屋』、多数の新聞や雑誌の記事の中で伝えられている。黒柳の活動が広く報道されたことでアフガニスタンやソマリアにおける子どもと母親を支援するための資金提供を呼びかけることにもつながった。
黒柳は個人で募金活動を行っており、黒柳のもとへ寄せられた募金総額は2014年現在50億円以上に上る。黒柳のもとへ寄せられた募金は事務費用などには一切使われず、100%がユニセフの本部へ送られ、子どものために使われている。
1996年5月28日にユニセフ活動のためテレビ朝日取材班とともに訪れたボスニア・ヘルツェゴビナで、クロアチア人警察に軍事基地を撮影したという嫌疑で3時間ほど拘束されている。真相がわかるまで日本ではスパイ容疑で逮捕、身柄拘束と誤報された。
1997年にユニセフの政府拠出金が削られそうになった時、黒柳は親善大使として自ら新聞に投書して政府拠出金の維持を訴えかけた。黒柳の投書を読んで当時外務大臣だった小渕恵三が黒柳に直接電話し、「今日予算のことなんで、ユニセフのために頑張るからね」と話した。そして、黒柳の尽力もあってその年はユニセフの政府拠出金は削られなかった。
2001年、黒柳が「朝日社会福祉賞」を受賞した。受賞理由は「ユニセフ親善大使として活躍し、『トット基金』を通じてろう者の社会参加も支援した功績」である。
旱魃・内戦・殺戮・地雷がある状況で、「なぜそこまでして行くのか? 怖いとかためらうとかの気持ちはないのか」との質問に、「ユニセフ親善大使として少しでも皆様に知ってもらう。（だから）あまり大変と思わない。何かあったら、その時はその時でね。戦争を通してきた人間って、そういう所が有りますよ。だって、いつ死ぬか分からなかったんですから、小学生の時から。飢えた事も親のいない寂しさも（疎開経験で）分かり合えますから」といい、やってあげる支援ではなく、トモエ学園の「皆、一緒に行う」の思想がユニセフ活動のもとになっていると答えていた。
ちなみに、ユニセフ親善大使としての黒柳への年間報酬は、1アメリカドルである。

#### ユニセフ親善大使として訪問した地域
- 1984年 - タンザニア
- 1985年 - ニジェール
- 1986年 - インド
- 1987年 - モザンビーク
- 1988年 - ベトナム、カンボジア
- 1989年 - アンゴラ
- 1990年 - バングラデシュ
- 1991年 - イラク
- 1992年 - エチオピア
- 1993年 - スーダン
- 1994年 - ルワンダ、旧ザイール
- 1995年 - ハイチ
- 1996年 - ボスニア・ヘルツェゴビナ、クロアチア
- 1997年 - モーリタニア
- 1998年 - ウガンダ
- 1999年 - コソボ、アルバニア、マケドニア

- 2000年 - リベリア
- 2001年 - アフガニスタン
- 2002年 - アフガニスタン
- 2003年 - ソマリア
- 2004年 - シエラレオネ
- 2005年 - コンゴ民主共和国
- 2006年 - インドネシア
- 2007年 - アンゴラ
- 2008年 - カンボジア
- 2009年 - ネパール
- 2011年 - ハイチ、東北地方（日本）
- 2013年 - 南スーダン
- 2014年 - フィリピン
- 2016年 - ネパール
- 2017年 - ミャンマー

### パンダ保護

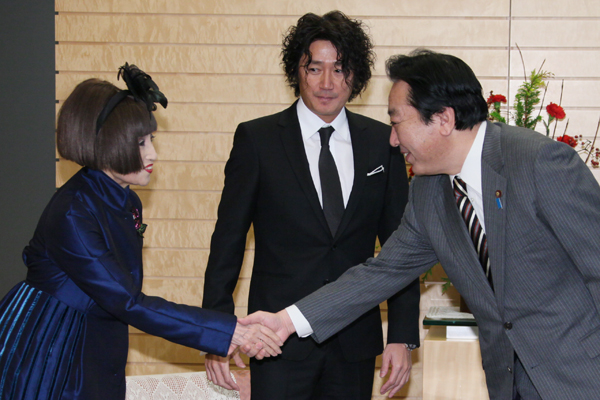
2011年12月22日、総理大臣官邸にてジャニーズ事務所取締役近藤真彦（中央）と共に内閣総理大臣野田佳彦（右）にパンダ誘致を要請

子供の頃、叔父がアメリカからのおみやげにパンダのぬいぐるみを持って帰ってきたことをきっかけにパンダの研究を始めた。パンダの研究は70年以上に及び、日本パンダ保護協会名誉会長を務めている。
黒柳がテレビ出演をするようになってからは、当時日本では知られていなかったパンダを紹介した。そして、黒柳の尽力もあって1972年には、日中国交正常化の記念に2匹のパンダ「カンカン・ランラン」が日本に初上陸。上野動物園に展示され、一大パンダブームが起こった。
黒柳は「日中の国交が回復したので、パンダをお願いして欲しい」と首相官邸に電話をしようと思っていたという。また、パンダが初めて日本に移送された日には、仕事のリハーサルを抜け出して上野動物園の裏口でパンダを乗せたトラックの到着を長時間待っていたが、パンダはコンテナの中で外からは全く見ることが出来なかった。さらに、それを中継していたニュース番組に、見学している黒柳の姿が映った、というエピソードがある。また、1986年に初めてパンダの名前の公募が始まった際は、当時の鈴木俊一東京都知事とともに選考委員を務めた。
長年に亘るジャイアントパンダ保護活動への功績から、四川省の成都パンダ繁育研究基地より、今年生まれたパンダの命名権が初めて無償で与えられたことが2012年9月放送の『世界・ふしぎ発見!』内で伝えられた（通常は一定金額の寄付などで期間限定の命名権が与えられる場合がある）。2012年に命名式が行われた。

### その他活動

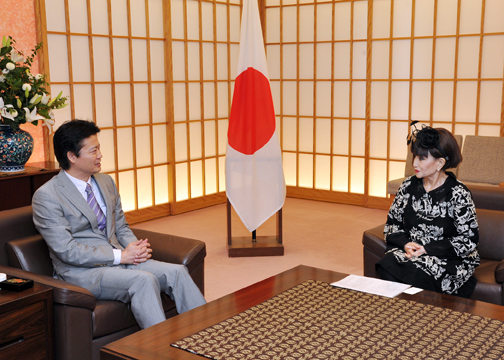
2012年7月5日、外務省にて外務大臣玄葉光一郎（左）に東北地方太平洋沖地震被災地に対する支援活動について報告

1981年には、自身の大ベストセラー『窓ぎわのトットちゃん』の印税を寄附して、社会福祉法人「トット基金」を設立し、黒柳自身が理事長に就任している。また、同年には「国際障害者年障害関係功労者内閣総理大臣賞」を、翌1982年には「全日本ろうあ連盟厚生文化賞」を受賞している。
その他にも、社会福祉法人「あゆみの箱」理事、日本ペンクラブ会員、世界自然保護基金ジャパン顧問、ちひろ美術館・東京館長、東京フィルハーモニー交響楽団副理事長、日本チャップリン協会名誉会長、日本パンダ保護協会名誉会長、としても活躍している。1985年に、ポーランド政府からコルチャック賞を贈られた。
『窓ぎわのトットちゃん』の印税で、アメリカの聾学校の生徒たちによる劇団「デフシアター」の日本公演を経済的に支えたことが知られている。黒柳自身も手話を使うことができ、本人役で特別出演した映画『アイ・ラヴ・ユー』でも手話を披露している。
また、これらの関係から大阪府の薬品メーカの東和薬品のテレビ広告が制作される際に広告イメージキャラクターに抜擢され、継続して出演している（広告には黒柳を模した人形が登場している）。
その他には、西田敏行、山田洋次らと共に「平和のための戦争展」（日本中国友好協会主催）の呼びかけ人になっている。

## 交友関係
- 自身を見出だした飯沢匡を師と慕っており、飯沢没後も飯沢のことを話す際には必ず先生付けで話している。
- 森光子とは50年来の親友だったという[63]。
- 池内淳子は『甘柿しぶ柿つるし柿』（1969年 - 1970年 TBS）で共演したことがきっかけで友人となり、同じくこのドラマで競演していた山岡久乃らと共に「老後は同じ老人ホームへ入ろう」と（冗談混じりで）約束する仲となる[64]。二人は同年生まれで、池内もトモエ学園の幼稚園へ通っていた共通点もあった。池内は亡くなる前年の2009年まで、『徹子の部屋』へ12回出演する常連ゲストの1人だった。このため没後も、池内のことが『徹子の部屋』で時々話題に上ることがある。
- 野際陽子とはNHK専属女優時代からの友人である。20代の頃から、一緒に飯沢匡主催のフランス語のレッスンに参加したり、同じデザイナーに服を作ってもらったり、プライベートでの時間を沢山共有していた。野際が姑役でブレイクした頃も交流が途絶えず、2000年代以降でも時々一緒に食事に出かけており、年に1度のタモリ宅での食事会に同行したりもしている。『徹子の部屋』にも草創期からゲスト出演しており、2000年代以降、節目・特別版などにも招かれていた（独身時代に野際が強盗と遭遇したエピソードを披露するのが定番であった）。
- 専属時代から冨士眞奈美とも親交があり、『徹子の部屋』に番組開始から定期的に複数回出演している（娘と登場したこともあった）。
- 小川宏とは『ジェスチャー』（1955年 - 1964年）の頃から知り合いで、黒柳は小川の司会ぶりについて「さらさら流れるから『春の小川』じゃないの」とキャッチフレーズを命名し、その後、小川の代名詞となった。
- 向田邦子とも加藤治子の紹介から親交を結ぶようになり、料理上手な向田の作ったお惣菜をよくご馳走になっていた。その縁でTBSで長らく放送された、久世光彦プロデュース・演出の「向田邦子ドラマシリーズ」のナレーションを務めていた。
- 高橋昌也とは60年近くの親交があり、黒柳主演の舞台の演出を数多く担当していた。高橋は『徹子の部屋』にも度々出演しており、高橋の死去に際し、人柄を偲んでコメントしている。
- 永六輔とは60年来の親友で、永が亡くなる2016年まで『徹子の部屋』に39回出演し、7月12日に永の追悼番組として放送した。永からは「黒柳が亡くなった際の葬儀委員長をやる」とよく話されていたが、実際は永が先に亡くなり、黒柳が永のお別れの会でメッセージを述べることとなり、そのお別れの会で永の顎が外れたエピソードを披露し、会場が爆笑となった。
- 三浦洸一は東洋音楽学校での同級生である。
- 黒柳が司会を担当していた『ザ・ベストテン』と並ぶ『夜のヒットスタジオ』の芳村真理とは犬猿の仲と伝えられていたが、実際は1960年代頃からの友人である。
- 共に司会を担当した久米宏とは番組終了後も交流があり、久米のラジオに数多くゲスト出演している（別番組で久米の話題が出ることもある）。
- 柴本幸とは、幼い頃から文通し合う間柄。黒柳は当時、柴本が将来女優になるとは思っていなかったという。
- 沢村貞子のことは「かあさん」と呼んで慕っており、よく自宅を訪れる間柄だった。沢村の夫である大橋恭彦のことは「とうさん」と呼んでいた
- 沢村の甥である津川雅彦・長門裕之兄弟、長門の妻の南田洋子らとも交流が深かった。2011年5月24日の長門の葬儀告別式では弔辞を読んだ。
- 越路吹雪とも交友関係があり、2005年に『越路吹雪・愛の生涯〜この命燃えつきるまで私は歌う〜』では、黒柳が越路の遺品分けとしてもらったコートを提供し、題字も担当した。
- 森繁久彌とはテレビ創世期からの付き合いであり、テレビドラマなどで共演。また、『徹子の部屋』の初回ゲストでもある。
- ビーズ刺繍作家の田川啓二は公私共に仲の良い友人で、黒柳の仕事のマネジメントやYouTubeチャンネル「徹子の気まぐれTV」の進行役を務めている。田川の作品を仕事でもプライベートでも愛用している。尚、軽井沢町の別荘には黒柳の為の部屋があり、黒柳のYouTubeチャンネル「徹子の気まぐれTV」で別荘を訪れた時の動画で田川が「徹子の部屋」と紹介している。度々田川の運転で別荘を訪れている。
- 杉良太郎とは1960年代のドラマ共演以来、半世紀の付き合いになる。
- 水谷豊とは会う時もハグ、別れる時もハグ、お互いを「ハグ友」と呼び合っている仲である。
- 北大路欣也とは「欣也ちゃん」と呼ぶ間柄である。
- 自身の本のデザインを担当した和田誠とは長年親交があり、表舞台に出るのを得意としていなかった和田も『徹子の部屋』には数回出演している。
- 和田の妻である平野レミとも交流がある。
- アラン・ドロンとは番組で共演したことがあり、彼に口説かれ、食事をし、ダンスも踊ったが、後に黒柳は「タイプじゃなかった」と発言した。
- 白石冬美とも友人であり、2019年7月放送の『徹子の部屋』追悼特集終了前に「時間の都合で紹介できませんでしたが、白石さんとは友達でお亡くなりになる前にもう一度お会いしたかったです」と語っていた。
- 大山のぶ代とはNHKの『ブーフーウー』などで共演してから50年以上に渡る親友でもあり、『徹子の部屋』へは番組開始当初から定期的にゲスト出演していた。1999年12月31日と2000年2月11日の放送では、架空のキャラクターとして初めてCG映像でドラえもんがゲスト出演したが、大山はドラえもんとして声のみの出演で黒柳と会話をしている。大山が認知症を患っていることが公表されてからは番組上での共演はなかったが、2015年6月12日に夫の砂川啓介が『徹子の部屋』に出演した際に大山がサプライズで黒柳にボイスメッセージを送り、黒柳が涙ぐむ一幕があった[65]。
- 奈良岡朋子とはデビューが同時期だったために当時から親交があり、奈良岡の父の貴重な絵画が進呈されるほどの間柄（徹子の部屋』へは番組開始当初から定期的に出演しており、黒柳は今も大切に所有している旨を語っている）。

## 友との思い出

### 渥美清との関係

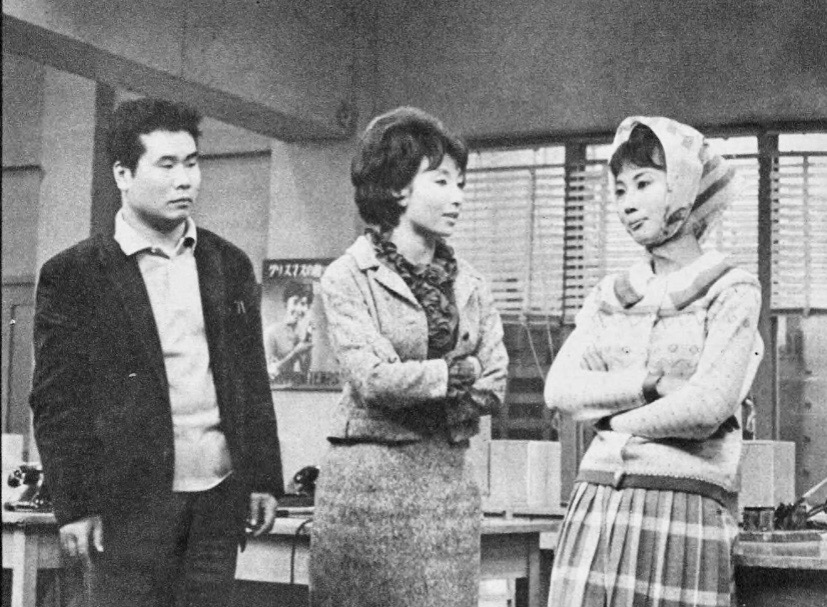
NHK『若い季節』。左から渥美清、黒柳、横山道代。

『夢であいましょう』で共演した渥美清とは関係が深く、「お兄ちゃん」と慕っていた。
- 共演当時、恋人役、夫婦役が多かったため、熱愛疑惑が持ち上がったほどである（本人談）。
- 渥美は1979年1月3日の『徹子の部屋』にゲスト出演している。
- 渥美の死は山田洋次から電話で聞いた[66]。
- 『男はつらいよ』最終作のマドンナで寅次郎が就職した幼稚園の園長先生役に選ばれていた[67][68][69]。
- 第47作では、山田洋次に撮影現場を見に来てくれと言われて訪問しており[70] これが生前の渥美と会った最後となった。
- 1996年8月13日に開かれた「寅さんとのお別れの会」に出席。渥美の特集番組『渥美清の伝言』、『渥美清の肖像〜知られざる役者人生』にも出演。
- ただし、渥美清が生前出演した回顧番組で、黒柳徹子の言葉に傷ついたことが何度かあると告白していた。その番組で、山の手育ちの黒柳には、自分のような下町育ちの人間のことがわからず、悪気はなかっただろうと語った。

### タモリとの関係
知名度を上げるきっかけを作った人物の一人でもある。
- タモリが赤塚不二夫に連れられ、テレビ朝日 (NET) の生放送番組『マンガ大行進 赤塚不二夫ショー』（1975年8月30日放映）に出演し、インチキ牧師を演じていたところを、放送を見ていた黒柳が興味を持ち、「今の人、誰? すごいじゃない」とテレビ朝日にいる赤塚宛に電話を入れ、是非『13時ショー』（『徹子の部屋』の前身番組）に出て欲しいと出演依頼を行ったことが縁である。1977年8月11日に初出演して以来、タモリは『徹子の部屋』の年末最後の放送にゲスト出演するのが2013年まで恒例となっていた。
- タモリが『徹子の部屋』にゲストとして出演する際には、テレビでほとんど見られなくなった何らかの「密室芸」の披露をしているが、1980年代の放送では「マヨネーズ石狩鍋」や「たくあんを洗った水で作ったクリームソーダ」、「チョコレートしゃぶしゃぶ」、「あんこ鍋」など、通常では考えられないゲテモノ料理を2人で作って食べるのが恒例となっていた[注 4]。
- 1984年3月14日放送のフジテレビ『笑っていいとも!』の名物コーナー「テレフォンショッキング」に出演した際に、「43分間喋り続ける」という伝説を残した（これは、2014年1月14日放送でとんねるず（48分）が更新するまで最長記録だった）。
- 1998年までフジテレビの番組にはほとんど出演せず、その後も数回しかフジテレビ系列の番組に出ていない。タモリが出演する『トリビアの泉』には事務所の人に「出たい」と志願して、出演に至った。
- 黒柳は、タモリが振舞う料理を食べるため、タモリの家に行くことがあり、食べた料理は写真に残すようにしている。

### 外国人男性との交際
- 2017年1月25日、『1周回って知らない話 黒柳徹子に失礼な質問10連発SP』に出演し、および同年12月12日放送の『徹子の部屋』において、40年近くにわたって遠距離恋愛をしていた外国人の恋人の存在を明かした。お互い多忙なため、1年に1、2度程度しか会うことができず、男性の死去により交際が終了した。2017年に放送された自伝ドラマ・帯ドラマ劇場『トットちゃん!』では、国際的に活躍するピアニストという設定でその恋人がモデルとされるカール・祐介・ケルナーという人物が登場する。副音声などの都合上、ドラマ内の会話は日本語でなされていたが、実際は英語で会話していたと本人が明かしている。

### ジャニー喜多川との関係
- 2019年9月4日、黒柳がジャニー喜多川のお別れ会に出席した際、黒柳がジャニーを『旦那さん』と呼んでおり、ジャニーからも『旦那だよ』と言っていた関係であったことをインタビューで答えた。ある日（お別れ会から30年～40年前）、ジャニーと黒柳が結婚するというファックスがマスコミ各社に流れたことがあり、その時に「会見はテレビ朝日の第1リハーサル室でやります」と言われたジャニーが激怒。『帝国ホテルの金屏風の前なら分かるけど、あんな汚い1リハでやりたくない』と言ったことに黒柳が大笑いし、それ以降ジャニーを『旦那さん』と呼ぶようになった[71][72]。

## テレビ

### 『徹子の部屋』

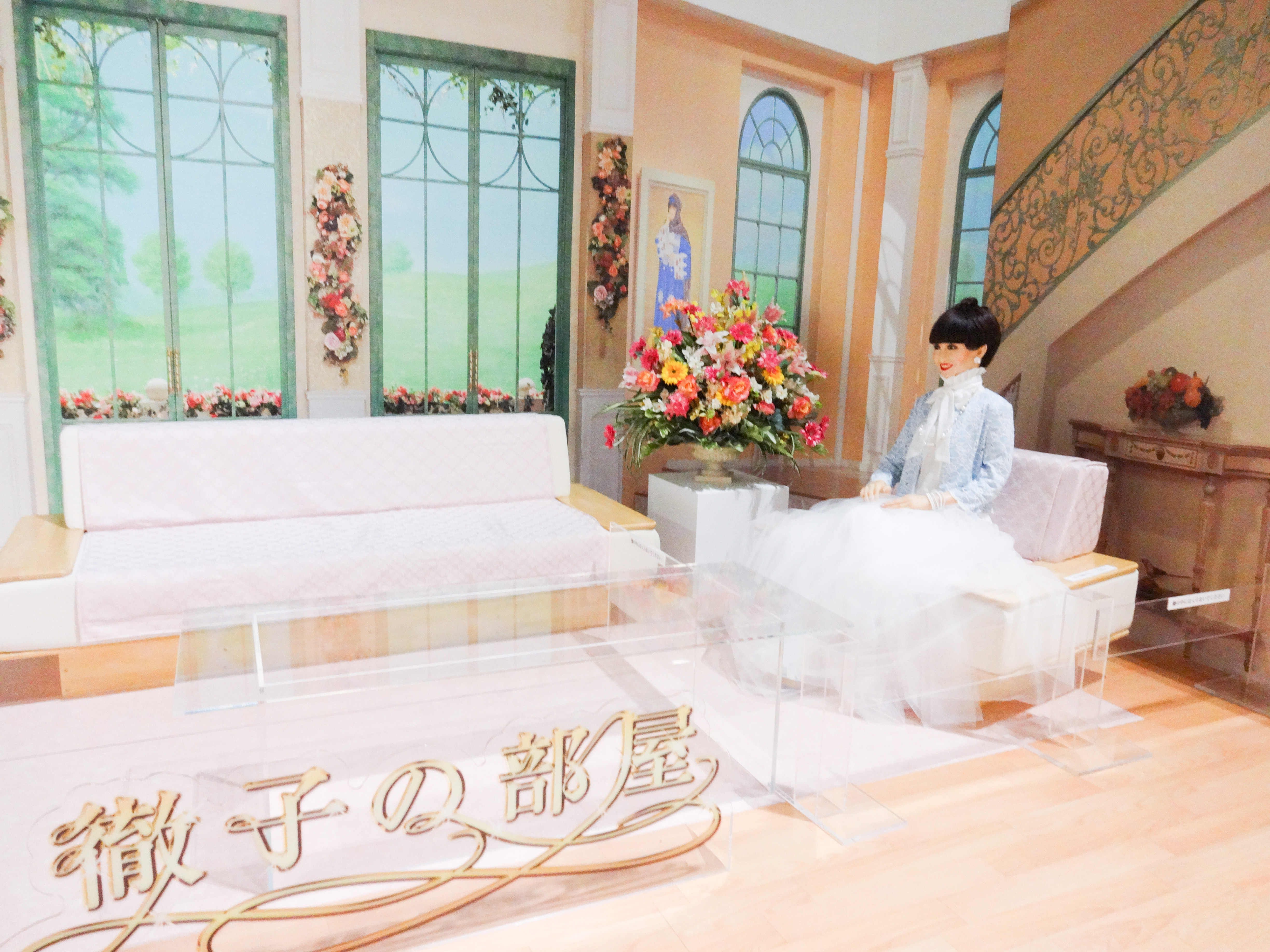
『徹子の部屋』の再現セット

日本初のトーク番組『徹子の部屋』を始めるにあたり、黒柳がテレビ朝日に出した条件が「スタッフの入れ替えをしないこと」、「編集をしないこと（「撮って出し」の手法）」だった。後者の理由は「ゲストのありのままの姿を引き出すため」「番組の質の低下を防ぐため（帯番組を編集するのは多大な労力がかかる）」「ゲスト・黒柳・スタッフの三者間で『ここをカットしてほしい』『ここを残してほしい』と編集に関する意見が衝突するのを防ぐため」の3点である（ただし、1度だけカットをしたことがある）。黒柳は「一切編集をしない。ほぼ生放送の状態。だから皆さん本心を話してくれるんでしょう。」と語っている。
話す内容は、黒柳がゲストについてその日担当のディレクターからレクチャーを受けた際に、その内容を特注のA6サイズのメモ用紙に2Bの鉛筆で縦書きに書いたものを繋ぎ合わせたリスト（台本や質問稿ではない）をテーブルに置いて進行する。老眼鏡を使わないで読むので、ゲストに驚かれることがある。そのメモの上にゲストがコップを置くと除けたり、置かないようにあらかじめ釘を刺す。
放送第1回目のゲストは森繁久彌だった。2009年11月11日に森繁が死去した際には、翌12日に追悼特集が放送されている。
黒柳の衣装はゲストと事前打ち合わせはせず、黒柳およびスタイリストによって選ばれている。放送開始から8000回を超えるまでは全て黒柳本人が衣装を用意・選定していたが、その後はスタイリストが用意した衣装も着用するようになった。本番組で使用された衣装の一部は、年に1度日本橋高島屋で開催されているチャリティーセールへ出品されている（売り上げは「青少年とともに歩む会」に寄贈）。
黒柳とゲストのトークは基本的にゲストの活躍している内容について行われるが、常連のゲストのさらに一部の相手とは、「お約束」と言えるような展開で行われる。例えば、小沢昭一が単独ゲストの場合、黒柳と小沢が何らかのテーマに沿った扮装をしてトークを行う「扮装シリーズ」が定番となり、2010年の小沢の最後の出演までに15回行われた。
黒柳が司会を務めた『ザ・ベストテン』放送期間中は、よくその番組にランクインした歌手も登場していた。
様々な俳優、文化人の才能を引き出すトークがある一方、お笑いタレントがゲストの時には、芸人がネタを見せた際「面白い!」と一人喜んでいつまでも出演した芸人のネタの披露をやめさせないこと、またゲストがトークに入る前に開口一番「今日は何か面白いネタを披露して下さるんですって?」とわざとトークのハードルを引き上げること等がある。
黒柳が長年ユニセフなどの慈善事業に参加していることから、一般には知られていない各種市民運動団体やボランティア団体の関係者が出演することもある。これらの出演者の場合、黒柳は冗談めいた発言をすることは少ない。
TBS『チューボーですよ!』に黒柳が出演した際、堺正章が「『徹子の部屋』で気に入らなかったゲストとかいますか?」と尋ねたのに対し、黒柳は「気に入らないゲストはそもそも呼びません。ゲストは私が選んでます」と発言した。しかし、実際のところゲストは基本的にスタッフが選び、黒柳が関与するのは最終段階のみとなっている。しかし、福本清三のように本来出演予定になかった人物が、黒柳の意向で出演を依頼したケースもある。
2015年5月27日に『徹子の部屋』が放送40年目にして、放送回数通算10000回を達成した際には、「とりあえず50年まで。90歳でここにたどり着くのは大変だと思いますけど、大丈夫かね」と放送50周年となる90歳まで番組を続けていくことに意欲を示している。
2015年9月に関西テレビ『さんまのまんま』に出演した際その収録の合間に司会の明石家さんまと「今度は『徹子の部屋』にも来てください」「出まっせ、出まっせ」といったやりとりがあった。さんまは社交辞令として「出ます」と返事したつもりが、その翌日にスタッフがさんまを訪ね、本人は「まさか、次の日に来るとは思っていなかった」と驚いた。そして、『祝40周年 最強夢トークスペシャル』（2016年2月11日放送）にスペシャルゲストとして所ジョージと共に25年ぶりの出演。両者とも他局の全国ネットのレギュラー番組の収録日をずらして、この日の収録に臨んだ。
2025年2月、放送50年目を記念し、明石家さんまと櫻井翔をゲストに迎えた『50年目突入SP』が放送された。

### 『ザ・ベストテン』
黒柳・久米コンビによる司会決定の経緯については、資料によって内容が異なっている。山田修爾の著書によれば、最初にTBSの局アナウンサーだった久米が前番組『トップスターショー・歌ある限り』から続投することが決まり、次に相方を女性とすることとなって黒柳がキャスティングされた。制作サイドでは西田敏行を加えた3人体制での司会を予定していたが、西田がスケジュールの都合がつかず、結局2人体制で番組がスタートすることとなった。久米は当初『トップスターショー』を最後に音楽番組の司会から足を洗うつもりだったが、黒柳とのコンビが決まったことで音楽番組を担当し続ける気になったという。しかし2013年9月27日放送の『中居正広の金曜日のスマたちへ』で紹介されたものでは、先に黒柳の起用が決まり、久米がリポーターを務めるTBSラジオの番組のファンだった黒柳がもう1人の司会が決まっていない状況を知り、スタッフに気に入っていた久米の起用を打診したとのものだった。なお、黒柳と久米は番組開始前の1977年暮れに同じTBSの番組『第19回日本レコード大賞』で司会を担当し共演している。
出演する歌手が地方や海外に行っていてスタジオに来られない場合でも、「追いかけます、お出かけならばどこまでも」を売りに、当時TBSアナウンサーだった松宮一彦や生島ヒロシ、JNN各局のアナウンサーが「追っかけマン」「追っかけウーマン」として登場し、TBS系列各局の協力を得て、現地からの歌唱を中継披露するのも恒例行事であったが、追っかけの対象は歌手だけでなく司会である黒柳にも及んだ。これは番組開始時に、黒柳が司会に就任する条件の1つとして「毎年海外旅行に行くので2 - 3週間の夏季休暇が取れること」を挙げ、番組側がこれを受諾したことが遠因である。しかし、番組制作側としては要の一人である黒柳を3週間も欠くことは大きな痛手であると考えたため、結局黒柳の旅行先である海外までスタッフを派遣し衛星生中継で黒柳を出演させた。黒柳を追いかけての衛星生中継は1978年のアメリカ・ニューヨークに始まりノルウェー・オスロ、フランス・パリなど毎年夏の恒例となり、1984年には遂に久米も一緒に海外に飛び出してミュンヘンからの生中継を行った。
久米と共演した過去があることから、2004年3月まで放送されていたテレビ朝日『ニュースステーション』に、UNICEF親善大使として毎年ゲスト出演していた。また、2009年4月18日には、TBSラジオ『久米宏 ラジオなんですけど』に、黒柳がゲストで生出演し、番組冒頭から最後まで「全編黒柳徹子スペシャル」として放送された。また、14時台後半には『ザ・ベストテン』の最多ランキング記録を持つ田原俊彦も飛び入り出演し、当時の『ザ・ベストテン』を振り返った。
ヨーガが得意で、着衣のまま水中浮揚を披露したこともある。
近藤真彦のファンであり、親子のような関係だと自認している。ある時、近藤が「車を欲しいんだけど、タイヤだけでいいから買ってくれないか」と頼まれたんです。タイヤは4つ必要じゃないですか。だから、私がジャニーズ事務所のジャニー喜多川さん、メリー喜多川さんと久米さんに頼んで4人で買ってあげることにしたんです。久米さんは「何で俺が…」って言っていたけど。
桑田佳祐も近藤同様親子関係だと黒柳は述べている。TBS系の音楽番組「ザ・ベストテン」に、桑田がサザンオールスターズの一員として出演して以来、親交が深い。サザンが2ndシングル「気分しだいで責めないで」で出演した際、桑田が歌の間に「ノイローゼ、ノイローゼ」と叫んでいたのを聞き、桑田への同情と司会者として出演者をかばわなければいけないという意識が働き、黒柳がとっさに「みなさま息子が失礼いたしました」と言えばいいと考え、それ以来桑田を「息子」と呼ぶようになり、桑田もその後黒柳を「お母さん」と呼ぶようになった。また、桑田の妻である原由子のことを「嫁」と呼んでいる。
黒柳の話が余りに長くなると、久米が強引に話を打ち切り歌や中継に振ることも多かったが、若林正人のようにこのことで久米批判はしていない。
久米について黒柳は「渥美さんのような温かさはないんです。でも、考え方や持って生まれた価値観が似ていて、話が合う。」と述べている。

### 『世界・ふしぎ発見!』
TBS『世界・ふしぎ発見!』などのクイズ番組の書き問題時には、必ずと言っていい程答えを縦書きで書き（ただし、答えの中にアルファベットが入っている場合は例外的に横書きにする）、漢字を最大限に使う。
1986年の番組開始当初、それまでクイズ番組に出演したことがなかったため、「当時『徹子の部屋』と『ザ・ベストテン』をやっていましたので、もし、クイズができなくて『頭、悪いんじゃないの?』と思われることを心配しました」と、当時は出演を迷っていた。
衣装は着物姿で出演する。この理由は「（世界の歴史や文化を取り上げる番組にもかかわらず）レギュラーで日本の伝統的な着物を着ている人が一人もいないということが分かったこと」「もし答えができなくても着物を着てれば、誰だか分かんないかもと思ったこと」の2点である。
2014年9月13日には「黒柳徹子 不老不死伝説 100歳まで元気に美しく生きる方法」という企画が放送された。番組内では「番組始まって以来最大のミステリー」と紹介された。
イースター島を取り上げた回でモアイ像を持ち上げる作業を見て「クレーン車があったら良いんじゃない？」と発言した所、実際に日本の企業からイースター島にクレーン車が寄贈された事がある。
最終回で驚異の正解率から「答えを教えられていたのではないか?」と疑問を投げ掛けられたが、「(スタッフから取り上げる)テーマだけは教えられていたからそれを頼りに図書館に行き、一日中本を読んでいた」と語り、正解率の裏に人知れず努力していた事を明かした。

### 『NHK紅白歌合戦』
1958年の『第9回NHK紅白歌合戦』で、紅組司会を初めて務めた。現存している映像の中から、江利チエミと淡谷のり子の歌の音声の紹介の時には、黒柳の曲紹介の音声も一緒に紹介された（後の声と比べると高い声をしている）。当初、番組側は当時常連出場歌手の楠トシエを紅組司会に起用する予定だったが、当時は歌手兼司会が認められておらず、歌手としての出場を希望した楠が紅組司会の打診を断った。楠に続いて打診を受けた黒柳は「歌手の方と付き合いが乏しい」と拒否したが、番組側の説得に応じる形で最終的に引き受けた。なお、この時の黒柳の年齢は25歳であり、当時の紅白における最年少司会記録であった。
1958年当時は、テレビ各局で、紅白と同様に外部の大型劇場を借り切っての歌謡番組が大晦日の「目玉プログラム」として編成されていたため、出場歌手の大半が紅白の放送が始まる時点でまだ会場に到着していないという異常事態が起きている。その混乱ぶりから、黒柳は松島詩子の出番の際に、誤って「渡辺はま子さん」と紹介してしまうミスを犯している（しかし後年、『徹子の部屋』に松島がゲスト出演した際に、黒柳はこの件につき謝罪したところ、当の松島本人はすっかりこの時の黒柳のミスのことを忘れていた）。
1980年には、『ザ・ベストテン』、『徹子の部屋』、『音楽の広場』の司会ぶりを買われ、22年ぶりに「第31回NHK紅白歌合戦」の紅組司会に起用された（司会返り咲きまでの当時の最長インターバル記録となっていた）が、その際、黒柳は紅組司会を受ける条件として、「紅白の番組構成に私の意見を取り入れて欲しい」と要望。これが「1980年代最初の紅白なのでフレッシュな内容にしたい」と考えていたNHK側の思惑と合致しての司会起用だった。なお、これは後に自身が更新するまで紅白における司会返り咲きの最長ブランクだった。この年は、宝くじの抽選会で使用されているものと同仕様のルーレットを使用して、本番の中で攻守を決めるという異例の構成が採られたが、これも黒柳の「自身の意見を取り入れて欲しい」という要求を与して考え出されたものであるとされる。
翌1981年の「第32回NHK紅白歌合戦」についても同年、著書『窓ぎわのトットちゃん』が350万部を超す大ベストセラーを記録し、「トットちゃんブーム」が起こったことあり、紅組司会を続投した。以後、1983年の『第34回NHK紅白歌合戦』まで連続して紅組司会を務めた。
そのうち、黒柳が最後に紅組司会を務めた第34回では、当初紅組司会に当時放送中で高視聴率（最高60%）を記録していたドラマ『おしん』の出演者である田中裕子（ヒロイン）か泉ピン子（ヒロインの母親役）を据える計画があったという。しかし最終的には1度は完全にリストから消えていた黒柳が続投することとなった（4年連続起用）。黒柳は司会発表会見で「週刊誌では『気くばり先生』（鈴木健二。当時NHKアナウンサー）と『おしん』と書かれていたようで…。新鮮味に欠ける私で申し訳ありません」と述べた。一方、『窓ぎわのトットちゃん』が大ベストセラー（この時点で563万部）になっていた黒柳と、『気くばりのすすめ』が300万部突破のベストセラーを記録していた鈴木のベストセラー作家同士の両組司会として話題にもなった。
1984年の『第35回NHK紅白歌合戦』も当初は引き続き黒柳の紅組司会起用で決定しかけていたが、この年9月に黒柳が「もう今年が引き時では」と辞退を申し入れる。結局、白組司会の鈴木は続投したが、紅組司会はこの年紫綬褒章を受章し、黒柳とも親交がある森光子に交代となった。
2015年の『第66回NHK紅白歌合戦』では総合司会を担当、32年ぶりの司会復帰となった（先述の司会返り咲きまでの最長インターバル記録を自身が更新）。黒柳の年齢は82歳であり、第35回で紅組司会を務めた森の64歳という記録を抜いて史上最年長司会となるほか、70代以上の人物が司会を担当するのは史上初。NHKアナウンサー以外の女性が総合司会を務めるのは史上初であり、またNHKアナウンサー以外の女性が組司会と総合司会の双方を経験するのも初めて。
1955年の『第6回NHK紅白歌合戦』・1963年の『第14回NHK紅白歌合戦』・1969年の『第20回NHK紅白歌合戦』・1989年の『第40回NHK紅白歌合戦』・2017年の『第68回NHK紅白歌合戦』・2023年の『第74回NHK紅白歌合戦』には応援ゲストとして、2014年の『第65回NHK紅白歌合戦』・2020年の『第71回NHK紅白歌合戦』・2022年の『第73回NHK紅白歌合戦』にはゲスト審査員として、2016年の『第67回NHK紅白歌合戦』にはVTRゲストとして出演している。
その他、1970年の『第21回NHK紅白歌合戦』、1979年の『第30回NHK紅白歌合戦』、1994年の『第45回NHK紅白歌合戦』でも紅組司会の有力候補に挙がっていたとされる。

### その他テレビ出演時のエピソード
1971年から1972年にかけて放送されたNHK連続テレビ小説『繭子ひとり』に、黒柳は下宿のおばさん・おケイさん役で出演し、東北なまりと特徴的な老けメイクでの演技が話題を呼んだ。黒柳は少女時代を疎開で同ドラマの舞台である青森県三戸町の隣町である諏訪ノ平で過ごしていたが、黒柳は、当時の芸能人としては異例となるアメリカ留学をするため、途中で降板。12月2日の放送で、「おケイさんは家政婦の仕事でニューヨークに渡る」という設定を取り入れ、羽田空港から旅立った。後には、「おケイさんから久しぶりにフィルムの便りが届いた」との設定で、黒柳が大きな眼鏡をつけたおケイさんスタイルでアメリカ・ニューヨーク5番街を散策するフィルムが放送された。この役が黒柳にとってもひとつの転機となった。

## エピソード

### テレビ放送開始時のエピソード
- 著書『トットチャンネル』によると、東京都世田谷区砧にあるNHK放送技術研究所でのNHKの試験放送で、顔の右半分濃い紫色、左半分白色に塗り分けて、半日黙って座らせられるだけの撮影をした。当時実験段階であったカラー放送の試験撮影のためであり、その様子は斉藤由貴主演の映画『トットチャンネル』（1987年）でも再現された[97]。
- テレビ放送開始当初は映像が悪く、黒柳が初めてテレビ番組に出演した日に、それを喫茶店で観ていた母親が黒柳に「あなた、どうしてキツネのお面なんて被ってテレビに出たの?」と言ったという。もちろん黒柳はキツネのお面など被っていないが、顔が真っ白、髪は真っ黒、口も目も横に裂けたような線が入ってしまってキツネのように見えたのだろうと本人が語っている。そのようなこともあって、テレビ放送開始後もしばらくはラジオが主流だったという[98][97]。

### その他エピソード
- 2024年6月18日放送のテレビ朝日系列『家事ヤロウ!!!3時間SP』に出演し、NHK放送劇団に所属して女優デビューする際に、芸名として「白柳（しろやなぎ）リリー」を自ら考えていたが、NHKの幹部に却下されたことを明かした。当時の黒柳は、吉永小百合のような芸名に憧れており、また自分の本名について「黒から憂鬱なところからもってきて徹子ってかわいくない感じがする」と思い、かわいらしい響きの「白柳リリー」への変更をNHKの幹部に申し出た。しかし、「お前、人の名前なんてものは〇△（まるさんかく）さんでも、君が良ければ君のことを認めてくれる。名前変えなくたっていいじゃないか」となだめられた。それでも諦めきれず「白柳リリー」を主張したが通らず、結局、現在に至るまで本名で活動することになった[99]。
- 2013年12月26日放送のNHK総合テレビ『あさイチ』で「これまでに2・3回程結婚を考えたことがあり、お見合いや出会いがあったが、タイミングが合わなかった」と話した。そして「誰かを信頼して、好きだと思える人がいることはこういう仕事をしていく上で大事。今はいません」とし、「茶飲み友達がいたら良い」と話した。また、「昔は年上が好きだったが今は年下が良い」と話したが、「今は友達が居れば良い」と話した。そして、タイプについて質問されると「尊敬できる方」と語った[100]。また、後のインタビューで「結婚を諦めたわけではない」とも語っている[101]。
- 食べるのが早いという[100]。
- NHK放送劇団（東京放送劇団）の5期生であり、同期に里見京子・横山道代・新道乃里子・幸田弘子・木下秀雄・桜井英一・関根信昭・三田松五郎・八木光生らがいる。
- 文学座研究生の出身だが、正座員には、宮口精二の反対で採用されなかった。
- 1982年の園遊会に招待され、昭和天皇に『窓ぎわのトットちゃん』について部数と翻訳国数を交えた説明をしたところ、「たいそうお売れになって」と言われた。
- その形状から「タマネギ頭」と称される髪型[注 9]もよく知られているが、大好きなマリー・アントワネットの髪型をモデルにしていると話している。なお、ヘアースタイルの考案者は当時ニューヨークで活躍中だった須賀勇介である[102]。芸能界七不思議の1つと言われるこの髪型については理由があり、毎日髪形を変えると、視聴者の関心が黒柳の髪に集中してしまってゲストの方へ行かない、また襟足が出るので、黒柳の斜め後ろからの画像になっても「ふんふん」と頷く時に髪ばっかり揺れているという絵にならず、首が見えるので少しは人間味がでる、あるいは和装でも洋装でもちょっとアレンジすれば済むなどの理由で固定していると言う。また、髪の毛を小物入れとして活用している。『徹子の部屋』で青山テルマが出演した時に髪の毛の中から飴玉を取り出し、その際に「いつもはお煎餅も入れているんですけど、今日はないわ」とも発言している。また、黒柳に近い関係者によると、黒柳はかなり前から髪の毛をポケットとして使っており、海外に行く時はパスポートや大事な書類も髪の毛の中に入れることもあるという[103]。髪の毛に小物を入れる理由は、子供たちに会った時にプレゼントするためと話す。
- 衣装にピンマイクを付ける事を嫌い、ピンマイクを付ける時はコードを背中から頭に伸ばし、マイクをおでこに付けて、それを前髪で隠している。2017年1月25日と9月27日放送の「1周回って知らない話」にゲスト出演した際、前髪を上げて、おでこにマイクが付いている姿を披露した。
- アメリカの『タイム』、『ニューズウィーク』、『ニューヨーク・タイムズ』、『ヘラルドトリビューン』、『ピープル』などに日本を代表する女性として紹介されている。
- 放送のハイビジョン化が進むとハレーションが使えなくなるので、その時には引退するつもりである、と発言している。
- 過去のテレビ番組で最も好きだったのは、『世界・ふしぎ発見!』の共演者である草野仁が司会を務めた『ザ・ワイド』（読売テレビ・日本テレビ、1993年4月 - 2007年9月[104]）である。開始当初から毎日欠かさず観ていたという。スケジュールの都合上、昼間に自宅に帰れない時は必ずビデオに撮って後で観ており、最終回の映像によるコメント出演では「一番の熱心なファンと思って頂いていいと思います」と語っていた。
- 2013年上期のNHK連続テレビ小説『あまちゃん』のファンであり、初回から最終回まで全話視聴したと話す[105]。なお、同作内に『ザ・ベストテン』のパロディ番組並びに黒柳を模した司会者役（演：清水ミチコ）が登場している。
- 2016年夏頃には、長野県松川村の安曇野ちひろ美術館周辺に「トットちゃんの広場」が建設される。同広場では、『窓ぎわのトットちゃん』の劇中に登場し、黒柳が幼少期に通学したトモエ学園で実際にあった「電車の教室」を再現。戦前に製造された列車2両を譲り受けて、1両は当時の教室の様子を再現し、もう1両は絵本や児童書などを置き、図書館として活用する[106]。
- 愛車は、トヨタ・MIRAI。
- 日本チャップリン協会（大野裕之会長）の名誉会長を務める。
- 尊敬する司会者に度々エド・サリヴァンの名を挙げる。
- 政治に興味があり、政治番組を持ちたいとの希望があるが、ユニセフ親善大使を務めている事情などから積極的に政治的意見を述べることは控えている。ただし、「100歳になった時、政治番組をやりたい」との思いもあるという[107]。後に「100歳になった時に政治記者になりたい」とも発言した[108]。
- テレビ朝日アナウンサー・富川悠太の大ファンで2016年4月11日放送の『徹子の部屋』で共演した[109]。
- 2016年9月には『徹子の部屋』（同月22日放送分）にゲスト出演した福山雅治の勧めで、自身のInstagramを開始、1週間で10万人以上がフォローをする反響ぶりとなった[110]。
- 『週刊文春』の「阿川佐和子のこの人に会いたい」で一番インタビュー時間が長かったのは黒柳の4時間[111]。
- 2017年8月末に右大腿骨を骨折し手術を受けた。手術から10日後には医師の許可を得て仕事に復帰し、翌9月末から上演の主演舞台『想い出のカルテット〜もう一度唄わせて〜』では、もともと腰が悪い設定の役だったことから演出を変更し車椅子で舞台を務めた[33][34]。
- 2020年7月22日に放送された『水曜日のダウンタウン』の「古今東西 日本人知名度ランキング」[112] では、前職の総理大臣などを抑えて第2位（96.8%）にランクインした[113][114]。
- 『徹子の部屋』2020年9月16日放送分（ゲスト：研ナオコ）において、『志村けんのバカ殿様』のファンだった事を明かし「大好きで、必ず見ていたんです。私も出たいなと思っていたんですけどね……」と語り、志村との共演が果たせなかった事を悔やんだ。一方、志村も徹子の部屋に一度も出演しなかった。

## 記録
- 同一司会者番組最多放送記録

【世界記録】*ギネスワールドレコーズ認定（継続中）
- 自叙伝最多発行記録

【世界記録】*ギネスワールドレコーズ認定

## 出演

### テレビ番組
基本的には元職員だったNHKと、レギュラー番組を持つテレビ朝日とTBSの番組が多く、スケジュールの都合もあり他の放送局の番組にはあまり出演していない。

#### レギュラー出演（継続中）
- 徹子の部屋（1976年2月2日 - 、NET→テレビ朝日）[115] - 司会

#### レギュラー出演（過去）
- 英語会話（NHK教育）
- 夢であいましょう（1961年4月 - 1966年3月、NHK総合）[116] - 1965年度はホステス役（司会）担当
- 魔法のじゅうたん（1961年4月 - 1963年10月、NHK総合） - 司会
- まんが海賊クイズ（1966年3月25日 - 1968年4月5日、NET） - 民放初出演、司会
- クイズ大作戦（1968年4月19日 - 1971年9月24日、NET） - 司会
- レモンスカッシュ4対4（1969年10月2日 - 11月20日、NET）
- ステージ101（1970年 - 1971年、NHK総合） - 司会[注 10]
- 13時ショー（1972年 - 1976年1月、NET） - 『徹子の部屋』の前身番組、司会
- 火曜歌謡ビッグマッチ（1973年4月 - 1974年3月、TBS） - 司会
- おしゃべりオーケストラ（1974年、NHK総合）
- おしゃべり音楽会（1975年、NHK総合）
- 音楽の広場（1977年 - 1984年、NHK総合） - 芥川也寸志とともに司会
- ザ・ベストテン（1978年1月 - 1989年9月、TBS） - 司会
- 徹子と気まぐれコンチェルト（1984年4月2日 - 1985年3月18日、NHK総合） - 司会
- 音楽派トゥギャザー（1989年10月 - 12月、TBS） - 司会
- ドリーム・プレス社（2006年5月 - 2009年3月、TBS）[115] - 司会
- キズナ食堂（2009年4月 - 2010年3月、TBS）[115] - フィクサー
- タマネギ頭（2012年 - 2013年、TBSチャンネル）
  - タマネギ頭SP第1弾〜徹子さんおもてなしクイズ!〜（2012年）
  - タマネギ頭SP第2弾〜徹子さんおもてなしクイズ!〜（2012年）
  - タマネギ頭〜徹子さんおもてなしクイズ!〜（2012年）
  - タマネギ頭〜徹子さん初体験バラエティー〜（2012年 - 2013年）
  - タマネギ頭〜徹子さん初体験バラエティー〜 久米宏とゴールデンコンビ復活（2013年）
- 黒柳徹子のコドモノクニ〜夢を描いた芸術家たち〜（2015年4月15日 - 2016年3月30日、BS朝日） - 司会
- 世界・ふしぎ発見!（1986年4月19日 - 2024年3月30日、TBS）- レギュラー解答者

#### 単発番組司会・特番出演
- NHK紅白歌合戦 第6回・第9回・第14回・第20回・第31-34回・第40回・第65回-第68回・第71回・第73回・第74回（1955年・1958年・1963年・1969年・1980年 - 1983年・1989年・2014年 - 2017年・2020年・2022年・2023年、NHK総合・ラジオ第1）
- テレビ朝日誕生記念番組・わが家の友だち10チャンネル 徹子のナマナマ10時間半（1977年4月1日） - 司会
- 輝く!日本レコード大賞（1977年度・1978年度・1991年度・1992年度、TBSテレビ・ラジオ） - 司会
- 日本歌謡大賞（1974年度、NET制作） - 司会
- 24時間テレビ 「愛は地球を救う」（1979年度、日本テレビ） - 総合司会
- TBS新局舎完成記念 テレビ新世紀!感動の超有名人300人大集合（1994年10月3日、TBS） - 司会
- 志村&所の戦うお正月・和田アキ子vs黒柳徹子 2大女帝パチンコ対決（2001年1月1日、テレビ朝日） - コーナーメイン出演（毎年1回）
- 100年インタビュー 黒柳徹子（2011年8月6日、NHK-BS2）
- テレビのチカラ「あの人が選ぶ“忘れられない名番組”」（2012年2月1日、NHK総合）
- TV60＋オモイデテレビ「黒柳徹子さん“魔法のじゅうたん”」（2012年2月9日、NHK総合）
- 真夏の夜の美輪明宏スペシャル（2013年8月21日、NHK総合）
- 黒柳徹子だけが知っている THEテレビ伝説60年史（2016年7月17日、テレビ朝日） - 司会
- 徹子×さまぁ〜ずの爆笑芸賓館 イチオシ芸人GP2016（2016年11月20日、テレビ朝日） - 司会
- ザ・ベストテン特別対談 黒柳徹子×近藤真彦（2020年6月20日、TBSチャンネル）
  - ザ・ベストテン特別対談 黒柳徹子×近藤真彦 第2弾（2020年9月2日）
- 没後40年特別企画『向田邦子に“恋”して』（2021年11月13日・BS-TBS）
- BSフジ開局20周年記念番組『私しか知らない森光子〜豪華スター涙と笑いの初告白〜』（2022年3月6日、BSフジ）[117]

#### ドキュメンタリー
- 日本テレビ開局55年記念番組 女たちの中国第一弾〜13億のチカラ…美と権力と涙の物語（2008年2月11日、日本テレビ） - 司会
- 黒柳徹子の歴史偉人スペシャル!秀吉<サル>から始まる!ニッポンの未来（2013年1月27日、日本テレビ）
- 音で怪獣を描いた男〜ゴジラVS伊福部昭〜（2014年7月6日、NHK BSプレミアム）
- プロフェッショナル 仕事の流儀#450「黒柳徹子との10日間」（2020年9月22日、NHK総合）
- 芸能人監督グランプリ（2022年12月2日、日本テレビ） - 滝沢カレン監督が撮る黒柳徹子（「徹子の大きな大きな物語」）

### ラジオ番組
- 演芸バラエティー 空腹先生行状記（1965年、NHKラジオ第1）
- 黒柳徹子のチャターボックス‘S'（1974年、TBSラジオ）
- 楽しなつかし おしゃべり歌謡曲（1974年、TBSラジオ）
- パックインミュージック（TBSラジオ 愛川欽也回 不定期）

### テレビドラマ
- 夜の仲間（1959年1月30日、NHK総合） - 現存が確認されている黒柳の最も若い時の映像でもある[118]。
- 若い季節（1961年4月9日 - 1964年12月28日、NHK総合） - 黒金徹子
- のれん太平記 第4シリーズ（1965年7月3日 - 10月30日、フジテレビ） - 栗田ゆかり
- 徳川の夫人たち（1967年1月 - 3月、NET） - 矢島局
- 速歩自源流（1969年6月2日 - 6月6日、NHK総合） ‐ 佐藤ユキ[119]
- 意地悪ばあさん 最終話「勉強なんか大嫌い!の巻」（1969年9月25日、YTV）
- 甘柿しぶ柿つるし柿（1969年10月15日 - 1970年1月28日、TBS） - タマヨ
- 乱戦模様（1970年5月4日 - 5月15日、NHK総合） - ルリ子
- おさな妻（1970年10月2日 - 1971年9月24日、東京12チャンネル）
- 鬼退治（1971年1月7日 - 4月1日、NET） - 巴
- 連続テレビ小説（NHK総合）
  - 繭子ひとり（1971年4月 - 1972年3月） - 田口ケイ
  - チョッちゃん（1987年4月 - 9月）※母・黒柳朝の半生をドラマ化したもの。
  - おひさま 最終話（2011年10月1日）- 須藤（旧姓筒井）育子（現代）
- 銀座わが町（1973年4月4日 - 1974年3月27日、NHK総合） - 篠宮八重
- 6羽のかもめ（1974年 ‐ 1975年、フジテレビ） ‐ 吉沢直子
- 大河ドラマ（NHK総合）
  - 元禄太平記（1975年）- 吉弥 (おしん)
- あこがれ共同隊（1975年6月6日 - 9月26日、TBS）
- やる気満々（1979年、TBS） - 香西啓子
- 和田アキ子殺人事件（2007年2月12日、TBS）
- 金曜ナイトドラマ（テレビ朝日） 
  - 歌のおにいさん 第5話・最終話（2009年2月20日・3月13日） - 本人 ※特別出演[120]
  - 死神くん 第7話（2014年6月6日） ‐ 廊下女優（黒柳徹子） ※特別出演
- 森光子を生きた女〜日本一愛されたお母さんは、日本一寂しい女だった〜（2014年5月9日、フジテレビ） - ナビゲーター（ナレーション）[121][122]
- 土曜ドラマ トットてれび（2016年4月30日 - 6月18日、NHK総合） - 百歳の徹子さん[123]

### 映画
- 海は生きている（1958年、日活）- ドキュメンタリー。東野英治郎と共に解説。
- ちんじゃらじゃら物語（1962年、松竹京都）
- ちゃらんぽらん物語（1963年、松竹）- 園長
- 喜劇 駅前漫画（1966年、東京映画） - ミミ子
- サマー・ソルジャー（1972年、勅使河原プロ）
- ムツゴロウの結婚記（1974年、松竹大船）
- 春男の翔んだ空（1977年、現代ぷろだくしょん） - 書店の客
- 善人の条件（1989年、松竹） - 出前のおばさん
- アイ・ラヴ・ユー（1999年、全国映画センター） - 本人（特別出演）
- いわさきちひろ 〜27歳の旅立ち〜（2013年、クレストインターナショナル） - ドキュメンタリー

### 声の出演

#### ラジオドラマ
- 高瀬の馬鹿三里（1954年6月24日、NHKラジオ第1） -老母[124]
- ヤン坊ニン坊トン坊（1954年4月 - 1957年3月31日、NHKラジオ第1）- トン坊 ※脚本家・飯沢匡の発案で、共演の里見京子・横山道代と共に子供の声へ大人の女性が起用された（日本初）
- 一丁目一番地（1957年4月 - 1964年3月、NHKラジオ第1） - サエコさん
- モグッチョチビッチョこんにちは（1963年、NHKラジオ第1） - チビッチョ

#### テレビ人形劇
- チロリン村とくるみの木（1956年4月 - 1964年3月、NHK総合） - ピーナッツのピー子
- おかあさんといっしょ（NHK総合）
  - ブーフーウー（1960年9月 - 1967年3月） - ウー
  - ダットくん（1967年4月 - 1969年9月） - 白ウサギのダットくん
- ひょっこりひょうたん島（1964年 - 1969年、2003年2月1日、NHK総合） - ペラ

#### 劇場アニメ
- アラビアンナイト・シンドバッドの冒険（1962年6月16日、東映動画） - アリー
- 少年ジャックと魔法使い（1967年3月19日、東映動画） - ネズミ ※歌も担当
- ダンボ（1978年、ディズニー） - ナレーション
- アンネの日記（1995年、東宝） - ペトロネラ

#### 吹き替え
- ニュールンベルグ裁判 - ベルトホルト夫人（マレーネ・ディートリヒ）
- サンダーバード（1966年、NHK総合／2003年、NHK教育）- ペネロープ・クレイトン=ワード
- サンダーバード 劇場版（1967年、NHK総合）- ペネロープ・クレイトン=ワード（劇場公開版・DVD版）
- サンダーバード6号（2003年、NHK-BS2）- ペネロープ・クレイトン=ワード（劇場公開版・DVD版）
- サンダーバード ARE GO 第22話（2016年、NHK総合）- シルビア・クレイトン=ワード

#### ゲーム
- 世界ふしぎ発見！DS 伝説のヒトシ君人形を探せ！（2009年、ニンテンドーDS）[125]

#### その他
- みんなの手話（2021年度、NHK教育）- シュドラ [126]

### 舞台

#### コメディシリーズ
PARCOがプロデュースする黒柳主演の舞台シリーズ。ニール・サイモンやピーター・シェーファーなどが書いた、ブロードウェイやロンドンで話題となった戯曲を積極的に取り上げた。1989年の第1作から始まり、1994年を除いて毎年連続上演された。第1作は、ピーター・シェーファー作の『レティスとラベッジ』。演出は飯沢匡、公私ともに親交の深かった山岡久乃と共演した。30年間で32作品を上演し、2018年上演の『ライオンのあとで』で終了した。
- レティスとラベッジ（英語版）（1989年、2000年、2016年[128]、作：ピーター・シェーファー） - レティス 役[128]
- 口から耳へ 耳から口へ（英語版）（1990年、作：ニール・サイモン）
  - ルーマーズ 口から耳へ 耳から口へ（2006年、2012年、2015年）
- リリーとリリー（フランス語版）（1991年、作：ピエール・バリエ、ジャン＝ピエール・グレディ）
- マダム・バブル（1992年、作：マルセル・ミトワ）
- カラミティ・ジェーン（1993年、作：ジャン＝ノエル・ファンウィック）
- シャンブル・マンダリン（1995年、作：ロベール・トマ）
- 幸せの背くらべ（英語版）（1996年、1997年、2003年、作：エドワード・オールビー）
- マスタークラス（1996年、1999年、作：テレンス・マクナリー）
- ライオンのあとで（1997年、2018年、作：ロナルド・ハーウッド）
- 喜劇キュリー夫人（1998年、作：ジャン＝ノエル・ファンウィック）
- マレーネ（1999年、作：パム・ジェムス）
- ポンコツ車のレディ（2001年、作：アラン・ベネット）
- ブロンドに首ったけ（英語版）（2002年、作：クローディア・シアー）
- ローズのジレンマ（英語版）（2004年、2008年、作：ニール・サイモン）
- ふたりのカレンダー（2005年、作：アレクセイ・アルブーゾフ）
- リグレッツ・オンリー 〜万障お繰り合わせの上お越しください〜（2007年、作：ポール・ラドニック）
- ベッドルーム・ファンタジー（2009年、作：ジョン・トビアス）
- 33の変奏曲（2010年10月、パルコ、ル・テアトル銀座、作：モイゼス・カウフマン）- キャサリン役
- 思い出のカルテット 〜もう一度唄わせて〜（英語版）（2011年10月、パルコ、ル・テアトル銀座、2014年、2017年、作：ロナルド・ハーウッド）
- ステラとジョーイ（2013年、作：ジェローム・キルティ）

#### その他作品
- 罠（1962年3月、東京放送劇団勉強会、イイノホール） - 、女医 役 ※里見京子とのダブルキャスト[129]
- 縮図（1967年1月、芸術座）
- 夫婦百景（1968年2月、森繁劇団、東京宝塚劇場）
- マカロニ金融（1968年6月、1970年、劇団NLT、紀伊国屋ホール）
- 台所太平記（1968年11月、芸術座）
- 金瓶梅（1969年2月、東宝、帝国劇場）
- ラ・マンチャの男（1969年4月、1970年、帝国劇場） - 家政婦
- 騒がしい子守歌（1969年11月、紀伊国屋ホール）
- スカーレット（1970年1月 - 3月、東宝、帝国劇場） - 『風と共に去りぬ』を原作とした和製ミュージカル、主人公スカーレット・オハラの妹・スエレン
- 黒柳徹子オンステージ（1977年2月、紀伊国屋ホール）
- 世の中みんなテスト病（1977年10月、紀伊国屋ホール）
- ニノチカ（1989年 - 1998年、劇団NLT）
- 喜劇キュリー夫人（1992年 - 2006年、秋田雨雀・土方与志記念青年劇場）
- 幸せの背くらべ（1999年 - 2005年、劇団NLT）
- 放浪記（2003年・2008年、東宝） - 日夏京子
- 朗読劇 ラヴ・レターズ（2019年、PARCO） - メリッサ[38][39]
- 朗読劇 ハロルドとモード（2020年 - 2025年、EX THEATER ROPPONGI・森ノ宮ピロティホール） - モード[130][131][132]

### 広告
- リコー「リコーオートハーフ」（1963年） - 園井啓介と共演。ACC第3回TV生CM部門第1種3位[133]。
- カゴメ「トマトジュース」
- 味の素「Cook Do 中華あじ」（1980年 - ）「Cook Do 馬鈴薯肉絲」（1984年 - ）など
- 浅田飴
- 日立製作所「トップ・レディ」- トムとジェリーも出演。「大阪・関西万博『未来の都市』」 その他にも多数出演。
- シオノギ製薬「パイロンAM錠」（1987年 - 1988年）
- シンガー「ルミナ」
- 公共広告機構（現：ACジャパン）「ユニセフ・カード」
- 東和薬品[134] - 単独出演、及び南こうせつとの共演バージョンあり。
- トヨタ自動車「プリウス」
- カシオ計算機「カシオfx」
- キリンビバレッジ「Volvic」
- リクルート「週刊住宅情報」「ゼクシィ」
- P&G「パンテーン スーパーモイストスムースシャンプー」（2019年）
- MIXI「モンスターストライク」
- Uber Eats JAPAN
- サントリー食品インターナショナル「伊右衛門」[135]
- 東京ガス - 安田顕と共演[136]
- 総務省「もう、持ってる?マイナンバーカード」（2021年）
- アサヒ飲料「颯」（2024年 - ）- ヒコロヒーと共演

## 書籍

### 単著
- 『パンダと私』（1972年12月、朝日ソノラマ）
- 『チャックより愛をこめて』（1973年9月、文藝春秋）のち文庫
- 『おしゃべり倶楽部 チャックより愛をこめて』（対談集）（1976年、文芸春秋）のち文庫
- 『徹子の部屋』1-4（1977年 - 1986年、全国朝日放送）のち朝日文庫
- 『黒柳徹子の一生懸命対談』新日本出版社、1978年4月30日。
- 『窓ぎわのトットちゃん』（1981年3月、講談社）のち文庫 - 2023年に劇場アニメ化。（監督：八鍬新之介）[137][138]
- 『黒柳徹子の動物劇場』1-2（1983年 - 1984年、話の特集）のち新潮文庫（『トットの動物劇場』と改題）
- 『こんな先生がほしい』共同通信社、1984年2月25日。
- 『トットのピクチャー・ブック』（1984年3月、絵：武井武雄、新潮社〈新潮文庫〉）
- 『トットちゃんのカルチャーショック 黒柳徹子の新・海外生活読本』（1984年4月、小学館）
- 『トットチャンネル』（1984年10月、新潮社）のち文庫 - 1987年に東宝配給で劇場映画化（主演：斉藤由貴）、2016年にNHKでドラマ化（『トットてれび』、主演：満島ひかり）
- 『ちびくまちゃんちのくっきーづくり』紙谷元子人形・構成（1985年1月、偕成社）
- 『アフリカのトットちゃん 救え、アフリカの子どもたち』（1985年3月、写真：田沼武能、講談社）
- 『木にとまりたかった木のはなし』（1985年9月、絵：武井武雄、岩崎書店）
- 『喝采は「アイ・ラヴ・ユー」』（1986年2月、全国学校図書館協議会）
- 『マイ・フレンズ』（1986年5月、新潮社） のち文庫（『トットのマイ・フレンズ』と改題）
- 『ちびくまちゃんちのさんたさんはだあれ』（1987年12月、人形・構成：紙谷元子、ケイエス企画）
- 『トットの欠落帖』（1989年5月、新潮社）のち文庫
- 『トットちゃんとトットちゃんたち』（1997年7月、講談社）のち青い鳥文庫
- 『小さいときから考えてきたこと』（2001年11月、新潮社）のち文庫
- 『不思議の国のトットちゃん』（2005年5月、新潮社）のち文庫
- 『徹子さんの美になる言葉 その後のトットちゃん』（2008年10月、講談社）
- 『小さいころに置いてきたもの』（2009年9月、新潮社）
- 『徹子ザ・ベスト』（2011年2月、講談社）
- 『本物には愛が。 みんな一緒 100年インタビュー』（2014年8月、PHP研究所）
- 『トットひとり』（2015年4月、新潮社） - 2016年にNHKでドラマ化（『トットてれび』）
- 『続 窓ぎわのトットちゃん』（2023年10月、講談社）
- 『黒柳徹子ビジュアル大図鑑』（2025年5月14日、講談社）

### 共著
- 朝日新聞外報部『飢えるアフリカ』朝日新聞社、1984年12月20日。
- （飯沢匡）『つば広の帽子をかぶって いわさきちひろ伝』（1989年7月、講談社）のち文庫
- 『徹子と淀川おじさん人生おもしろ談義』（2002年7月、NTT出版）（『徹子の部屋』内での淀川長治との対談を纏めた本）のち光文社知恵の森文庫
- （井筒和幸・井上ひさし・香山リカ・姜尚中・木村裕一・猿谷要・品川正治・辛酸なめ子・田島征三・中村哲・半藤一利・ピーコ・松本侑子・美輪明宏・森永卓郎・吉永小百合・渡辺えり子）『憲法を変えて戦争に行こう―という世の中にしないための18人の発言』（2005年8月、岩波書店［岩波ブックレット］、ISBN 4000093576）
- （黒柳朝）『チョッちゃんは、もうじき100歳』（2006年9月、主婦の友社） - 「聞き手」として
- （鎌田實）『トットちゃんとカマタ先生のずっとやくそく』（2007年7月、ソフトバンククリエイティブ）のち新潮文庫
- （岩合光昭）『パンダ通』（2007年10月、朝日新書）
- （高橋みどり・山田太一・笹本恒子）『沢村貞子の献立日記』（2012年9月、新潮社）
- （糸井重里）『タマネギのひみつ。』（2013年3月、祥伝社）
- （池波正太郎・入江相政・色川武大・大河内昭爾・太田愛人・尾辻克彦・川上弘美・川上未映子・川本三郎・神吉拓郎・小池昌代・佐多稲子・獅子文六・島田雅彦・東海林さだお・杉浦日向子・立原正秋・立松和平・田中小実昌・タモリ・檀一雄・中島らも・荷宮和子・平松洋子・福原義春・町田康・松浦弥太郎・丸木俊・みなみらんぼう・村松友視・群ようこ・山口瞳・山下洋輔・吉村昭・吉行淳之介・五代 柳亭燕路・渡辺喜恵子）『アンソロジー そば』（2014年12月、パルコ）
- （徳永進・中川翔子・永江朗・伊勢崎賢治・木村草太・香山リカ・ヨシタケシンスケ・田中優・島田裕巳・小島慶子・春香クリスティーン・辛酸なめ子・竹内薫・最果タヒ・山本敏晴・山極寿一・上坂すみれ・文月悠光・サヘル・ローズ・池澤春菜・加古里子）『世界を平和にするためのささやかな提案』（2015年5月、河出書房新社）
- （田原総一朗）『トットちゃんとソウくんの戦争』（2016年7月、講談社）

## 翻訳
- おねがい、地球を殺さないで（1985年7月、ビル・アドラー編、早川書房）

## 演じた女優・声優
映画
- 斉藤由貴 - 『トットチャンネル』（1987年、東宝）[注 11]

テレビドラマ
- 満島ひかり（子役：藤澤遥） - 『トットてれび』（2016年、NHK総合）
- 清野菜名（子役：豊嶋花） - 『トットちゃん!』（2017年 、テレビ朝日）
- 芦田愛菜-24時間テレビ ドラマスペシャル『トットの欠落青春記』（2025年8月30日〈予定〉、日本テレビ）

劇場アニメ
- 玉川紗己子 - 『チョッちゃん物語』（1996年、シネマとうほく）
- 大野りりあな - 『窓ぎわのトットちゃん』（2023年、シンエイ動画）
- 浜辺美波-『ウチの娘は、彼氏が出来ない‼︎』　　　【2021年　2月10日　第5話】

## 受賞・栄典
放送・演劇賞
- 1961年 第1回日本放送作家協会賞 女性演技者賞
- 1979年 日本女性放送者懇談会賞
- 1983年 第35回NHK放送文化賞
- 1995年 第3回橋田賞（『徹子の部屋』）
- 1997年 第38回毎日芸術賞（『幸せの背くらべ』『マスタークラス』）
- 1997年 第4回読売演劇大賞 大賞・最優秀女優賞（『幸せの背くらべ』『マスタークラス』）
- 1997年 第23回放送文化基金賞（『徹子の部屋』）
- 2006年 第54回菊池寛賞（『徹子の部屋』）
- 2010年 放送ウーマン賞 日本女性放送者懇談会40周年特別賞
- 2011年 ギネス世界記録認定（『徹子の部屋』、同一司会者による番組の最多放送回数記録）
- 2013年 第38回菊田一夫演劇賞 特別賞（永年の翻訳劇に対する情熱と功績に対して）
- 2015年 ギネス世界記録更新（『徹子の部屋』、放送40年、同一司会者による番組の最多放送回数記録、放送1万回）
- 2016年 第32回浅草芸能大賞 大賞
- 2024年 第50回放送文化基金50周年記念賞

栄典・称号
- 2003年 勲三等瑞宝章
- 2015年 平成27年度文化功労者（俳優、司会、エッセイ）
- 2017年 東京都名誉都民
- 2023年 日本芸術院会員

その他の賞
- 1981年 国際障害者年障害関係功労者内閣総理大臣賞
- 1982年 全日本ろうあ連盟厚生文化賞
- 1983年 第5回路傍の石文学賞
- 1985年 ヤヌシュ・コルチャック賞
- 1985年 第1回ユニセフこども生存賞
- 1991年 第7回東京都文化賞
- 1991年 平成3年度外務大臣賞
- 2000年 ユニセフ第1回「子どものためのリーダーシップ賞」
- 2002年 朝日社会福祉賞
- 2009年 ユニセフ親善大使就任25周年感謝式典
- 2014年 ユニセフ親善大使就任30年式典
- 2020年 第29回石井十次賞
- 2023年 第5回野間出版文化賞

## 関連施設
2025年7月5日、長野県の軽井沢町に黒柳が長年にわたり集めてきた美術品やアンティーク品の数々「黒柳徹子コレクション」を展示する施設『黒柳徹子ミュージアム』が開館する。